# Alexandru Balanici
Alexandru Balanici (n. 11 octombrie 1954, Ustia, Raionul Glodeni) - prim prorector pentru activitatea didactică la Universitatea de Stat Alecu Russo din Bălți. 

## Studii
- Institutul Pedagogic de Stat "A. Russo "din Bălți, Catedra de Fizică și Matematică, specializat în discipline general inginerie, fizica și locul de muncă "(1972-1977);
- Universitatea Tehnică de Stat, după Bauman "din Moscova (1988-1991, cercetare pentru doctorat), inginer și om de știință (1991),
- Doctor în științe tehnice (1992).

## Functii
- Laboratorul de Departamentul de Studii tehnice superioare (1977, 1979);
- Serviciul militar (1977-1979);
- Lector de la departamentul de metodologia de formare forței de muncă (1979-1983);
- Inspector de departamentul de educație în raionul Cimișlia (1983-1984),
- Lector, (1983-1988);
- Conferențiar universitar (1991-2000);
- Profesor asociat de Inginerie și Tehnologie (2001);
- Decan al Facultății de Inginerie Fizică și Matematică (1993-1999);
- Șef de Inginerie și Tehnologie (1999-2003);
- Secretar executiv, secretarul adjunct al Comisiei, Universitatea de Stat "A. Russo" din Bălți (1993-2008);
- Membru al Senatului Universității (2002);
- Secretar Științific al revistei "Fizica si Inginerie: procese, modele, experimentul" (2006);
- Membru al Uniunii a Inginerilor din Moldova (2007);
- Decan al Facultății de Științe, Fizică, Matematică și Informatică (2003-2010);
- Primul vice-rector pentru activitățile de predare (în 2010), Vice-președinte al Senatului USB.

## Premii
- 2010 - Ordinul "Gloria Muncii» [2]